# Clinocera wallowa
Clinocera wallowa är en tvåvingeart som beskrevs av Sinclair 2008. Clinocera wallowa ingår i släktet Clinocera och familjen dansflugor. Inga underarter finns listade i Catalogue of Life.